# تحديد الجرعة
دراسة نطاق الجرعة هي تجربة سريرية حيث يتم اختبار جرعات مختلفة من العامل (مثل عقار ) ضد بعضها البعض لتحديد الجرعة الأفضل و / أو الأقل ضررًا. أنها دراسة فاعلية دواء جديد في مكافحة مرض ما ، والتأكد من فائدته وكذلك التأكد من عدم ضرره . هذا يتطلب تحديد الجرعة السليمة الموثرة تأثيرا حسنا سواء للأشخاص البالغين أو للأطفال.
عادة ما يكون تحديد الجرعات في المرحلة الأولى أو المرحلة الثانية من التجارب السريرية. عادةً ما تشتمل دراسة نطاق الجرعات على مجموعة من الأشخاص الذين يستخدمون الدواء الوهمي ، وعدد قليل من المجموعات التي تتلقى جرعات مختلفة من عقار الاختبار. على سبيل المثال ، قد تتضمن دراسة نطاق الجرعة النموذجية أربع مجموعات: مجموعة الدواء الوهمي ، ومجموعة الجرعات المنخفضة ، ومجموعة الجرعات المتوسطة ، ومجموعة الجرعات العالية. تعتبر معلومات الجرعة القصوى المسموح بها (MTD) ضرورية لتكون قادرة على تصميم مثل هذه المجموعات ، وبالتالي يتم تصميم دراسات نطاق الجرعة عادةً بعد توفر معلومات MTD. 
الهدف الرئيسي من دراسة تحديد الجرعة هو تقدير الاستجابة مقابل الجرعة المعطاة ، وذلك لتحليل فعالية الدواء وسلامته . على الرغم من أن مثل هذه الاستجابة ستكون متاحة مع ذلك من تجارب المرحلة الثالثة أو المرحلة الرابعة ؛ فمن المهم إجراء دراسات حول نطاق الجرعات في المراحل المبكرة من المرحلة الأولى أو المرحلة الثانية. هناك بعض المزايا لاستخدام متطوعين أصحاء. هم في حالة مستقرة لا تظهر أي مراحل مختلفة من المرض ولا اختلاف بسبب المرض. بالإضافة إلى ذلك فمن السهل تجنيد واختيار متطوعين من بين مختلف الأعمار والجنس والعرق وما إلى ذلك في ظل ظروف متطابقة يمكن إعادة الاختبار فيها. تتمثل الأسباب الرئيسية لذلك في تجنب التجارب في المراحل اللاحقة باستخدام جرعات تختلف اختلافًا كبيرًا عن تلك التي سيتم التوصية بها لاحقًا للاستخدام السريري ، وأيضًا لتجنب الحاجة إلى تعديل جداول الجرعات في مراحل لاحقة حيث يوجد قدر كبير من البيانات تم تجميعها بالفعل لنطاق جرعة مختلف.  يجب تحديد مدة الإجراء أثناء دراسة نطاق الجرعة ، لأنها ستسمح بتحديد جدول الجرعات. نظرًا لصعوبة قياس المعلمة الديناميكية الدوائية الموثوقة ، فمن الصعب تحديد مدة الإجراء أثناء التجارب السريرية المبكرة. بدلاً من ذلك ، يتم اقتراح معلمات أخرى كجرعة مؤقتة ، مثل فترات نصف العمر في البلازما والبول في مختلف أنواع الاختبار والبيانات البشرية ، أو ربط المستقبلات في المختبر ، أو البيانات الدوائية في الجسم الحي في الحيوانات. 

## تحديد الجرعة الإشعاعية
في العلاج بالأشعة يتم أيضا تحديد الجرعة الإشعاعية لعلاج مرض ما ، لضمان فاعليتها والتأكد من عدم تضرر المريض منها. يتم ذلك بدراسة نطاق الجرعة على مجموعات حيوانية أولا ثم تطبيقها على أشخاص متتوعين.

## اقرأ أيضا
- تجربة سريرية
- مراحل التجارب السريرية
- مراقبة ما بعد التسويق